# American Gold Eagle
American Gold Eagle är ett amerikanskt investeringsmynt i guld och har producerats sedan 1986. Det är en del av "American Eagle Coin Program" och kommer i värdena 50$, 25$ 10$ och 5$, fast myntets metallvärde övergår detta.
Det finnes ett annat officiellt amerikanskt mynt som heter "Eagle" på valören 10$ och "Half eagle" på 5$, som präglades mellan 1795 och 1933 men detta är inte en del av American Eagle programmet.